# Voices (Judy Collins)
| Recensione                    | Giudizio |
| ----------------------------- | -------- |
| AllMusic (1995)               |          |
| AllMusic (2005)               |          |
| Encyclopedia of Popular Music |          |

Voices è il album in studio della cantante statunitense Judy Collins, pubblicata nel 1995 dall'etichetta discografica Wildflowers Music.

## Tracce
Testi e musiche di Judy Collins.
1. Since You've Asked – 2:46
2. My Father – 4:54
3. Albatross – 5:00
4. Weaver Song (Holly Ann) – 4:23
5. Secret Gardens – 6:42
6. Houses – 4:15
7. Open the Door (Song for Judith) – 3:50
8. Born to the Breed – 4:14
9. Trust Your Heart – 2:55
10. The Life You Dream – 5:18
11. The Blizzard – 6:34
12. Sailor’s Life – 4:00
13. Voices – 4:06